# Luis Ovalle
Luis Carlos Ovalle Victoria, né le 7 septembre 1988 à Panama, est un footballeur international panaméen, qui évolue au poste de défenseur.

## Biographie

### Carrière en club
En 2008, il est prêté aux Rayados Monterrey, la réserve du CF Monterrey, qui évolue en Liga de Ascenso, où il dispute 22 rencontres en championnat.
Le 22 juin 2012, il est prêté aux Patriotas qui évolue en Primera A. Puis, le 2 septembre, il fait ses débuts en Primera A contre l'Atlético Junior, lors d'une défaite 4-3.
Le 14 janvier 2013, il rejoint le Zamora FC qui évolue en Primera División. Puis, le 27 janvier, il fait ses débuts en Primera División face au Deportivo Lara, lors d'une victoire 3-0.

### Carrière internationale
Luis Ovalle compte 18 sélections avec l'équipe du Panama depuis 2010.
Il est sélectionné en sélection panaméenne des moins de 20 ans pour la coupe du monde des moins de 20 ans 2007 qui se déroule au Canada, où il joue trois rencontres.
Il est convoqué pour la première fois en équipe du Panama par le sélectionneur national Julio Dely Valdés, pour un match amical contre le Honduras le 18 décembre 2010. Il commence la rencontre comme titulaire, et sort du terrain à la 46e minute de jeu, en étant remplacé par Erick Davis. Le match se solde par une défaite 2-1 des Panaméens. 
Le 22 juin 2017, il fait partie des 23 appelés par le sélectionneur national pour la Gold Cup 2017, où il joue trois rencontres.
Il fait partie de la liste des 23 joueurs panaméens sélectionnés pour disputer la Coupe du monde de 2018 en Russie, la première de l'histoire du Panama. Il participe à un seul match de poules en tant que titulaire  : face à la Tunisie (défaite 2-1).

## Palmarès
- Avec le Zamora FC
  - Champion du Venezuela en 2013, 2014, 2015 et 2016